# Présidence de Gaston Doumergue
Président de la République française
Présidence d'Alexandre Millerand Présidence de Paul Doumer
La présidence de Gaston Doumergue dure du 13 juin 1924 au 13 juin 1931. Il est élu président de la République française le 13 juin 1924 sous la bannière du Parti républicain, radical et radical-socialiste pour un mandat de sept ans.
Il succède à Alexandre Millerand, poussé à la démission par le Cartel des gauches. Il ne se représente pas à l'issue de son septennat.